# Scutovertex fossatus
Scutovertex fossatus är en kvalsterart som beskrevs av Wallwork 1967. Scutovertex fossatus ingår i släktet Scutovertex och familjen Scutoverticidae. Inga underarter finns listade i Catalogue of Life.